# Andropogon munroi
Andropogon munroi är en gräsart som beskrevs av Charles Baron Clarke. Andropogon munroi ingår i släktet Andropogon och familjen gräs. Inga underarter finns listade i Catalogue of Life.